# PG$ (singel)
PG$ – singel duetu PG$, w wykonaniu Young Leosi i bambi, który został wydany, wraz z minialbumem „PG$”, 7 marca 2024.
31 grudnia 2024 roku nagranie otrzymało w Polsce status podwójnie platynowej płyty. Utwór odsłuchany został ponad 28 milionów razy w serwisie Spotify (2025).

## Nagrywanie
Utwór został wyprodukowany przez francisa, Skibovicza oraz Championa. Za mix utworu odpowiada Enzu. Za realizację utworu odpowiada francis. Tekst do utworu został napisany przez Young Leosię, bambi.

## Twórcy
Opracowane na podstawie opisu oficjalnego teledysku, Genius oraz Spotify.
- Young Leosia – wokal, tekst
- bambi – wokal, tekst
- francis – produkcja, kompozycja, realizacja
- Skibovicz – produkcja, kompozycja
- Champion – produkcja, kompozycja
- Enzu – miks, mastering

## Teledysk
Do utworu powstał teledysk, który udostępniono 8 marca 2024 za pośrednictwem serwisu YouTube.

## Certyfikaty i sprzedaż
| Państwo       | Certyfikat         | Sprzedaż | Data przyznania  |
| ------------- | ------------------ | -------- | ---------------- |
| Polska (ZPAV) | 2× platynowa płyta | 100 000+ | 31 grudnia 2024  |
| Polska (ZPAV) | platynowa płyta    | 50 000+  | 28 sierpnia 2024 |
| Polska (ZPAV) | złota płyta        | 25 000+  | 5 czerwca 2024   |

## Pozycje na listach
- OLiS[8]: 26
- Spotify[9]: 23